# Абдалла, Шериф Мохамед
Шериф Мохамед Абдалла (араб. شريف عبد آلا‎, англ. Sherif Abd Alla, род. 30 мая 1987) — египетский шоссейный велогонщик.

## Карьера
С 2006 по 2013 год принял участие в таких гонках как Тур Турции, Тур Сенегала, Тур Камеруна, Тур дю Фасо, Тур Марокко, Тур Египта, Гран-при Шарм-эль-Шейха, Тур Умм-эль-Кайвайни, Ивуарийский тур мира, Тур Эритреи, Тропикале Амисса Бонго. Несколько раз стартовал на чемпионате Африки.
В 2007 году стал серебряным призёром чемпионата Египта в групповой гонке, выступил на Всеафриканских играх 2007 проходивших в городе Алжир (Алжир) и Чемпионате мира "В". Участвовал в Панарабских играх 2011 года.

## Достижения
2007
2-й Чемпионат Египта — групповая гонка
6-й этап Тур Египта
2009
5-й этап Тур Египта